# Ivo Oliveira
Ivo Emanuel Alves Oliveira (* 5. September 1996 in Vila Nova de Gaia) ist ein portugiesischer Radsportler, der auf Bahn und Straße aktiv ist.

## Sportlicher Werdegang
Ivo Oliveira stammt aus einer radbegeisterten Familie: Sein 13 Jahre älterer Bruder Hélder ist aktiver Radsportler wie auch sein Zwillingsbruder Rui. 2012 wurde er zweifacher portugiesischer Jugend-Meister in der Einerverfolgung und im Punktefahren, auf der Straße gewann er die Nachwuchs-Rennen Festas de Lousada sowie den Prémio de Ciclismo de Rendufe und wurde Dritter der nationalen Straßenmeisterschaft der Jugend. Im Jahr darauf errang er bei den Junioren-Bahnweltmeisterschaften die Bronzemedaille im Punktefahren und wurde portugiesischer Junioren-Meister in der Verfolgung.
2014 war das bis dahin erfolgreichste Jahr von Oliviera: Bei den Junioren-Weltmeisterschaften errang er ebenso den Titel in der Einerverfolgung wie bei den Europameisterschaften (U23). Bei der WM wurde er zudem gemeinsam mit seinem Zwillingsbruder Rui Oliveira Dritter im Zweier-Mannschaftsfahren und bei der EM Zweiter im Omnium. Auf nationaler Ebene holte er drei Titel im Juniorenbereich, im Omnium, im Teamsprint (mit Bruder Rui und Pedro Preto) sowie in der Mannschaftsverfolgung (mit Rui Oliveira, Pedro Preto und Rodrigo Rocha). Portugiesische Medien feierten die Zwillinge Oliveira daraufhin als „doppeltes Wunder“.
2016 wurde Oliveira zweifacher portugiesischer Meister der Elite, in der Einerverfolgung sowie im 1000-Meter-Zeitfahren. 2017 errang er sowohl bei den Europameisterschaften der Elite wie auch bei den EM-Titelkämpfen der U23 jeweils die Silbermedaille in der Einerverfolgung. 2017 sowie 2018 gewann er weitere nationale Titel. 2018 entschied er die Gesamtwertung des Punktefahrens beim Bahnrad-Weltcup für sich. Bei den Bahnweltmeisterschaften und den Europameisterschaften gewann er jeweils Silber Einerverfolgung. 2020 wurde Ivo Oliveira Europameister in der Einerverfolgung und errang gemeinsam mit seinem Bruder Rui Silber im Zweier-Mannschaftsfahren. 2022 belegte er bei den Bahnweltmeisterschaften in der Einerverfolgung Platz drei.
Auf der Straße gewann er im Jahr 2025 zwei Etappen des Giro d’Abruzzo.

## Erfolge

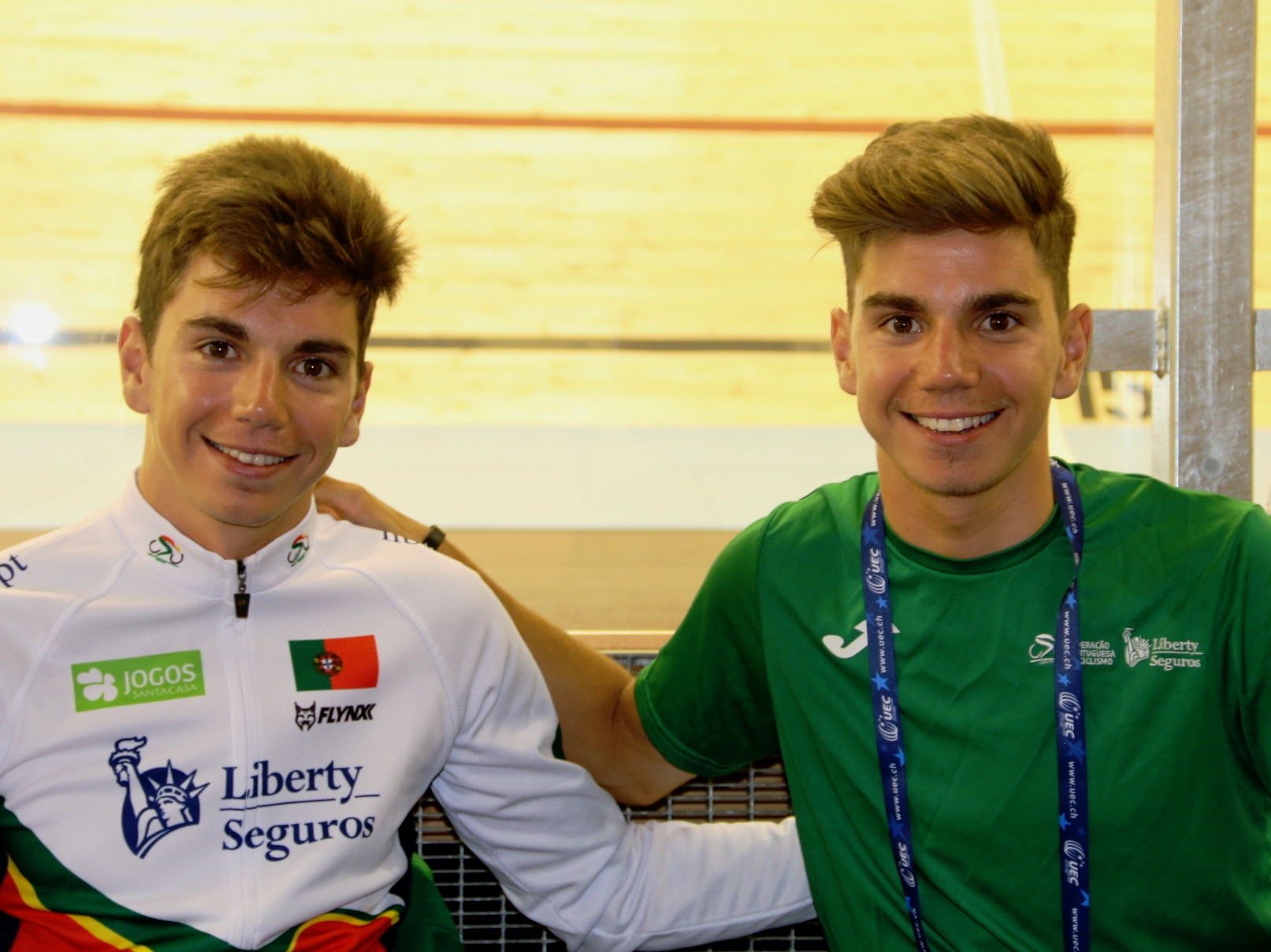
Ivo Oliveira (l.) und sein Zwillingsbruder Rui

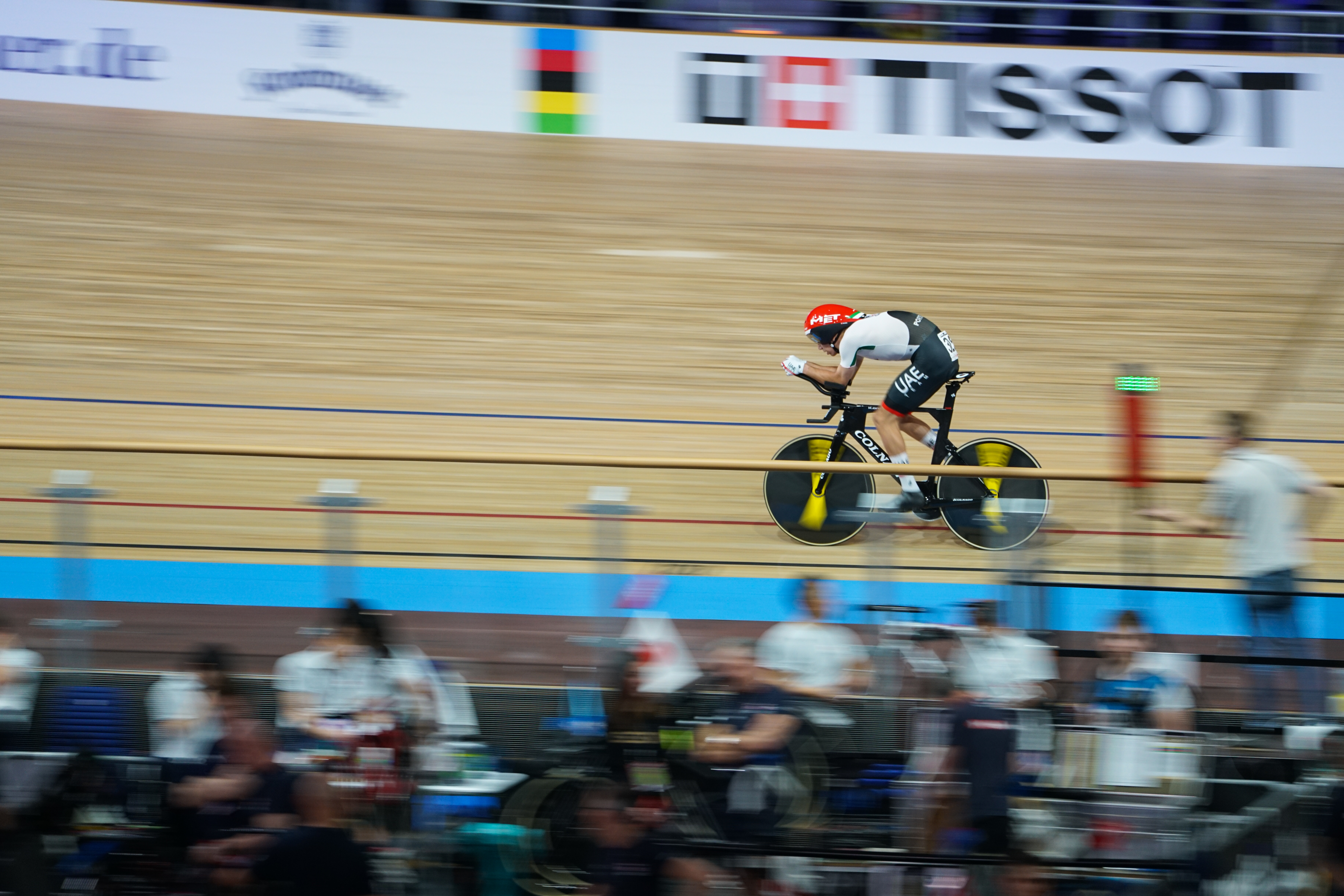
Oliveira in der Einerverfolgung bei der Bahn-WM 2020 in Berlin

### Bahn
2013
- Junioren-Bahnweltmeisterschaften – Punktefahren
- Portugiesischer Junioren-Meister – Punktefahren, Einerverfolgung

2014
- Junioren-Weltmeister – Einerverfolgung
- Junioren-Weltmeisterschaft – Zweier-Mannschaftsfahren (mit Rui Oliveira)
- Junioren-Europameister – Einerverfolgung
- Junioren-Europameisterschaft – Omnium
- Portugiesischer Junioren-Meister – Omnium, Teamsprint (mit Rui Oliveira und Pedro Preto), Mannschaftsverfolgung (mit Rui Oliveira, Pedro Preto und Rodrigo Rocha)

2016
- Europameisterschaft (U23) – Einerverfolgung
- Europameisterschaft (U23) – Omnium
- Portugiesischer Meister – Einerverfolgung, 1000-Meter-Zeitfahren

2017
- Europameisterschaft – Einerverfolgung
- Europameisterschaft (U23) – Einerverfolgung
- Portugiesischer Meister – Punktefahren, Einerverfolgung, Omnium

2018
- Weltmeisterschaft – Einerverfolgung
- Bahnrad-Weltcup Gesamtwertung – Punktefahren
- Europameisterschaft – Einerverfolgung
- Portugiesischer Meister – Omnium, Zweier-Mannschaftsfahren (mit Rui Oliveira)

2019
- Portugiesischer Meister – Punktefahren, Einerverfolgung

2020
- Portugiesischer Meister – Omnium
- Europameister – Einerverfolgung
- Europameisterschaft – Zweier-Mannschaftsfahren (mit Rui Oliveira)

2022
- Weltmeisterschaft – Einerverfolgung

2023
- Portugiesischer Meister – Madison (mit Rui Oliveira)
- Nations Cup in Milton – Madison (mit Iúri Leitão)

2025
- Europameisterschaft – Einerverfolgung
- Europameisterschaft – Zweier-Mannschaftsfahren (mit Rui Oliveira)

### Straße
2018
- eine Etappe Circuit des Ardennes
- Portugiesischer U23-Meister – Einzelzeitfahren

2020
- Portugiesischer Meister – Einzelzeitfahren

2023
- eine Etappe Boucles de la Mayenne
- Portugiesischer Meister – Straßenrennen

2025
- zwei Etappen Giro d’Abruzzo
- Portugiesischer Meister – Straßenrennen

## Grand Tour-Platzierungen
| Grand Tour            | 2020 | 2021 | 2022 | 2023 | 2024 |
| --------------------- | ---- | ---- | ---- | ---- | ---- |
| Giro d’ItaliaGiro     | –    | –    | –    | –    | –    |
| Tour de FranceTour    | –    | –    | –    | –    | –    |
| Vuelta a EspañaVuelta | 101  | –    | 131  | –    | –    |